# Opposite of Adults
Opposite of Adults is de eerste single van het Amerikaanse Chiddy Bang. De single werd uitgebracht in 2010.

## Tracklist

### Digitaal[1]
- 'Opposite of Adults' - 3:15
- 'Chiddy Freestyle' - 2:09
- 'Sooner or Later' - 3:16